# Аяка Нишиуаки
Аяка Нишиуаки (на японски: 西脇 綾香 (Nishiwaki Ayaka) (Хирошима, 15 февруари 1989), рождено име на А~чан (на японски: あ～ちゃん – A~chan; стилизирано a-chan), е японска певица и танцьорка, член на японското момичешко трио Парфюм.

## Биография
Родена е в Хирошима и там прекарва детството си. Учи в местното училище за актьори със своите приятелки Юка Кашино (Кашиюка) и Аяно Омото (Ночи). Кашиюка и А~чан са първоначалните членове на триото заедно с Юка Кауашима (Кауаюка), която почти веднага след формирането на триото го напуска, за да се съсредоточи върху образованието си, а Ночи се присъединява към тях по-късно по молба на А~чан, която предварително обсъжда с майка си въпроса дали е по-добре да са дует или трио, и майка ѝ съответно подкрепя идеята за трио.
По-малката ѝ сестра – Саяка – е член на японската момичешка група 9nine.
|  | Тази страница частично или изцяло представлява превод на страницата Ayaka Nishiwaki в Уикипедия на английски. Оригиналният текст, както и този превод, са защитени от Лиценза „Криейтив Комънс – Признание – Споделяне на споделеното“, а за съдържание, създадено преди юни 2009 година – от Лиценза за свободна документация на ГНУ. Прегледайте историята на редакциите на оригиналната страница, както и на преводната страница, за да видите списъка на съавторите. ВАЖНО: Този шаблон се отнася единствено до авторските права върху съдържанието на статията. Добавянето му не отменя изискването да се посочват конкретни източници на твърденията, които да бъдат благонадеждни. |